# Шмитт, Ален
Ален Шмитт (фр. Alain Schmitt; род. 2 ноября 1983, Форбак) — французский дзюдоист, чемпион и призёр чемпионатов Франции, призёр чемпионата мира, участник летних Олимпийских 2012 года в Лондоне.

## Карьера
Выступает в полулёгкой весовой категории (до 81 кг). Чемпион (2009), серебряный (2007, 2010) и бронзовый (2005, 2008) призёр чемпионатов Франции. Бронзовый призёр чемпионата мира среди студентов 2006 года в Сувоне. Бронзовый призёр чемпионата мира 2013 года в Рио-де-Жанейро.
На Олимпиаде 2012 года Шмитт победил голландца Гийома Элмонта, но проиграл аргентинцу Эммануэлю Люсенти и выбыл из борьбы за медали.